# Миш
Миш (лат. Mus, μῦς - мис, на старогрчком) је род малих глодара који припада породици мишева (лат. Muridae). Постоји 38 врста мишева.
Најпознатија врста миша је кућни миш или домаћи миш (Mus musculus), који се налази у скоро свим државама света, где живи заједно с људима у њиховим домовима или другим економским објектима. Ови мишеви се користе и у лабораторијама као експерименталне животиње због тога што се брзо размножавају. Веома су популарни и као кућни љубимци.
Панонску низију и Балканско полуострво настањује 6 врста мишева. Сви сем патуљастог миша се срећу близу људи.

## Опис
Мишеви су ноћне животиње, иако се често могу видети по дану. Дневно поједу око 10% своје тежине.
Тело им је дужине између 4,5 и 12,5 cm, а реп је најчешће дуг колико и тело. Тешки су око 30 g.
Дивљи мишеви имају сива, смеђа или понекад бела леђа, а реп им је обложен густом длаком.

## Станиште
Мишеви живе скоро свугде на свету, осим на Антарктику и у морима.

## Исхрана
Често праве штету људима зато што грицкају људске намирнице и разне материјале. Једу све што нађу, али највише биљну храну. Често су узрочници економских штета, могу да прегризу и униште вредне предмете попут одеће и уметнина, али и да изазову пожаре уколико им се под зубима нађу електро инсталације.

## Мишеви као храна
Мишеви су значајна карика у ланцима исхране у природи.

## Врсте
Следећи списак садржи подродове и врсте рода Mus:
| Род Миш                                                                   | Род Миш                                                  | Род Миш | Род Миш                                                                                 | Род Миш | Род Миш |
| Подрод                                                                    | Подрод                                                   | Подрод | Подрод                                                                                  | Подрод | Подрод |
| ------------------------------------------------------------------------- | -------------------------------------------------------- | --- | --------------------------------------------------------------------------------------- | --- | --- |
| - , Индија - , Јужна Азија - , Индија - , Југоисточна Азија - , Шри Ланка | - , Шри Ланка - , Југоисточна Азија - , Суматра - , Јава | - , Јужна Индија - , Источна и југоисточна Азија - , Југоисточна Азија - , Југоисточна Азија - , Кипар - , Јужна Азија - , Јужна Азија | - , Свуда где и људи - , Западно средоземље - , Балкан, Предња Азија - , Северни Балкан | - , Конго, Ангола - , Западна и Централна Африка - , Централна и Источна Африка - , Источна Африка - , Источна Африка - , Подручје западног Сахела - , Гана - , Јужна Африка | - , Намибија, Боцвана, Замбија - , Подсахарска Африка - , Јужна Африка - , Јужна Африка - , Источна Африка - , Централна и Источна Африка - , Конго - , Источна Африка - , Централноафричка република - , Централноафричка република - , Гвинеја, Обала слоноваче |

## Галерија
- Јетра миша оболлопг од карцинома